# Jules Ninine
Jules Ninine, né le 8 octobre 1903 à Pointe-à-Pitre et mort le 24 avril 1969 à Paris 16e, est un homme politique et et administrateur colonial français.

## Jeunesse et formation
Né en Guadeloupe, Jules Ninine effectue des études supérieures à Paris, où il fréquente la Faculté de droit et l’École coloniale.

## Carrière administrative et engagement pendant la guerre
En 1938, Ninine est affecté au Cameroun, où il entame une carrière d’administrateur colonial. Rallié au général de Gaulle dès 1940, il soutient la France libre et continue d’exercer des fonctions importantes, notamment en tant qu’administrateur en chef des services économiques et financiers au Cameroun pendant la Seconde Guerre mondiale.

## Carrière politique
Après la guerre, Jules Ninine se lance dans la politique. Bien qu’il échoue à se faire élire aux deux Assemblées nationales constituantes, il est élu député du Cameroun le 10 novembre 1946, représentant les électeurs du collège des autochtones sous l'étiquette SFIO. Il est réélu en 1951 et 1956, consolidant sa position grâce à l’élargissement du corps électoral camerounais. De 1946 à 1958, il siège à l’Assemblée nationale française, où il se distingue par son activité axée sur les problématiques de la France d’outre-mer.

### Rôles à l’Assemblée nationale
Le 11 janvier 1951, il est élu secrétaire de l’Assemblée nationale. Il devient vice-président (1953), puis président (1955) de la Commission des territoires d’outre-mer. Il est également membre de la Commission de la justice et de la législation à partir de 1953.

### Rôle au Cameroun
En parallèle de son mandat de député, Ninine est élu en 1953 à l’Assemblée territoriale du Cameroun. De mai 1957 à octobre 1958, il préside l’Assemblée législative du Cameroun, jouant un rôle dans la transition politique du territoire vers l’autonomie.